# Il penitente
Il penitente (titolo originale: Der Bal-tshuve) è un romanzo di Isaac Bashevis Singer scritto in lingua yiddish nel 1973 per "The Yiddish Daily Forward" (uscito a puntate da gennaio a marzo), e pubblicato in inglese nella traduzione del nipote dell'autore, Joseph Singer, per la prima volta in volume da Farrar Straus & Giroux nel 1983 con il titolo The Penitent.

## Trama
È la storia di Joseph Shapiro, che fugge dalla Polonia nel 1939 e dall'URSS nel 1945 per approdare negli Stati Uniti nel 1947, dove diventa ricco e viziato dal consumismo, per poi pentirsene e abbandonare tutto, compresi lavoro, moglie e amante, per fuggire in Israele. Qui cerca di ritrovare i valori tradizionali dell'ebraismo, dubitando di poterli restaurare.

## Edizioni italiane
- trad. di Mario Biondi, Longanesi (collana "La gaja scienza" n. 245), Milano, 1988 ISBN 9788830408319
- stessa trad. in ed. economica, TEA (coll. "TEAdue" n. 943), Milano, 2002 ISBN 8878183490